# زنبق چنگالی
زنبق چنگالی (نام علمی: Iris furcata) نام یک گونه از سرده زنبق است.